# Émile Joseph Dillon

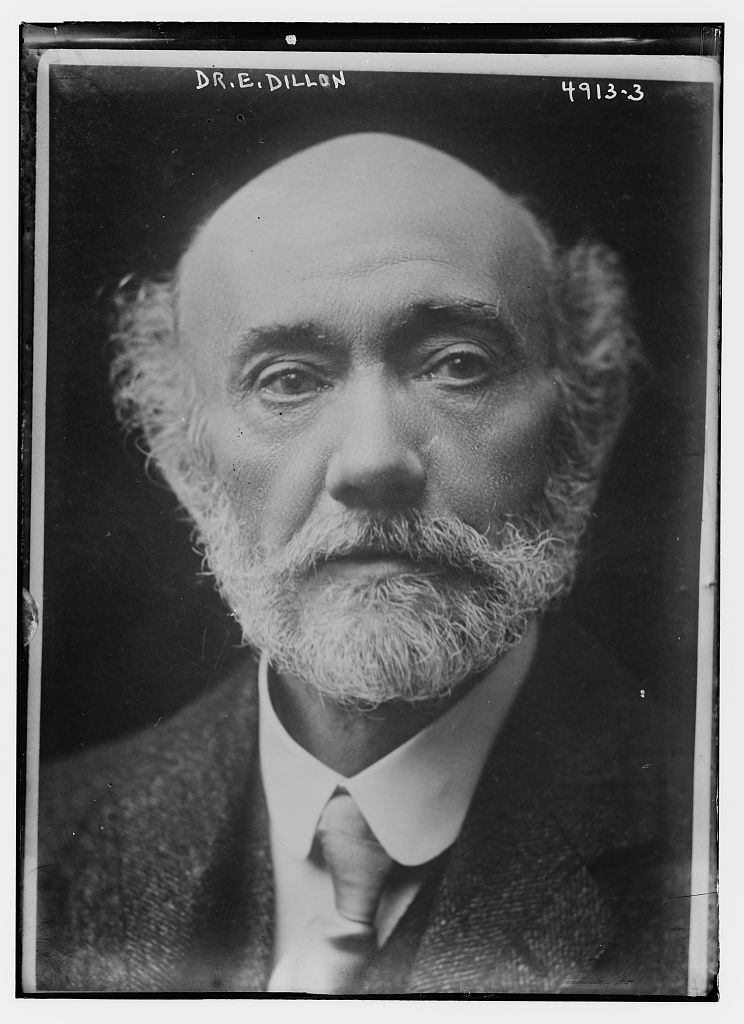
Emile Joseph Dillon, omkring år 1919

Émile Joseph Dillon, född 21 mars 1854, död 9 juni 1933, var en irländsk journalist.
Dillon var korrespondent vid Daily Telegraph och graduerades vid Charkovs universitet i jämförande språkforskning 1884. Dillon var korrespondent i Amerika 1894-95, i Spanien före och under spansk-amerikanska kriget, på Kreta, vid Dreyfusaffären och i Kina 1900. Han har bland annat utgett Maxim Gorky (1902), A scrap of paper (1914), The Inside Story of The Peace Conference (1920) samt Russia to-day and yesterday (1929).